# 김관동
김관동(1959년 10월 2일 ~ )은 대한민국 KBS의 前 아나운서였다. 1987년 1월 1일에 KBS에 입사하였다. KBS 아나운서실 팀장을 역임했으며, 2006년 ~ 2008년까지 KBS충주방송국 역임, 2019년 정년으로 퇴임했다.

## 학력
- 전북대학교 농화학과 학사

## 경력
- 동창이 밝았느냐
- 프로야구 캐스터
- 국악의 향기
- 도전! 골든벨 (접속!신세대 코너 당시) 임시 진행 <접속! 신세대 코너>(37회, 당시 코너 28회) 서울 노원구 대진고등학교(첫도전)
- KBS 뉴스네트워크 임시 진행 (2001년 2월 5일 ~ 2001년 2월 13일)
- KBS 주말 저녁 7시 뉴스 (저녁 7시 ~ 7시 10분) 진행
- 생방송 토요일
- 생방송 일요일
- KBS 제1라디오 정오종합뉴스 진행